# Juan Cruz Cruz
Juan Cruz Cruz (Baeza, provincia de Jaén, 12 de marzo de 1940), es profesor honorario de Filosofía y Letras de la Universidad de Navarra y es miembro de la Academia Navarra de Gastronomía. 

## Biografía
Juan Cruz Cruz nació el 12 de marzo de 1940 en Baeza. Doctor en Filosofía y Letras por la Universidad de Navarra (1966). Amplió estudios en Alemania con una beca de la Fundación Oriol-Urquijo, primero, y otra de la Fundación March, con las que pudo realizar una investigación sobre los movimientos filosóficos contemporáneos, especialmente los de orientación antropológica, trabajando en München junto al profesor Max Müller. Luego, con una Beca Humboldt trabajó en el Fichte-Institut de Múnich bajo la dirección del profesor R. Lauth. En 1975 obtuvo por oposición la plaza de Profesor Titular de Historia de la Filosofía en la Universidad Complutense de Madrid. Desde esa fecha ha enseñado en la Universidad de Navarra como Profesor Ordinario de Historia de la Filosofía. Fue nombrado en 2010 Profesor Honorario de Filosofía de dicha Universidad. Durante más de veinte años estuvo a cargo de la Revista “Anuario Filosófico”; y fue también Director del Departamento de Filosofía desde 1996 a 2002. Director también (2000-2010) de la Colección de Pensamiento Medieval y Renacentista.
Ha sido profesor invitado en las Universidades europeas de Essen, Bamberg, Innsbruck, Parma y Frankfurt. Ha impartido también conferencias en la Universidad Internacional Menéndez Pelayo, así como en las Universidades de Vigo, País Vasco, Internacional de Andalucía y Autónoma de Madrid. Profesor Visitante de las Universidades de Montevideo (Uruguay), Los Andes (Chile), Austral (Buenos Aires, Argentina), Piura (Perú), Chiclayo (Perú), Cuyo (Mendoza, Argentina), Panamericana (México), La Sabana (Bogotá, Colombia), Católica Argentina (UCA) de Buenos Aires y Pontificia de Medellín (Colombia).
Ha dirigido numerosas tesis doctorales. Y es miembro del Comité Científico (Beirat) de la Colección Lex und Ius, editada por Frommann-Holzboog.

## Intereses filosóficos
Las coordenadas en que se mueven sus intereses especulativos son básicamente metafísicas, inspiradas en el pensamiento clásico, tanto en lo que atañe a su investigación histórica como en lo concerniente a la vertebración sistemática de los problemas filosóficos que toca.
Juan Cruz entiende por "pensamiento clásico" el que proviene de Platón y Aristóteles y acaba formando un acervo de ideas que se hallan implicadas en muchas formaciones o escuelas antiguas y modernas. El sentido último de este pensamiento exhibe un realismo gnoseológico y un respeto por la tradición que posibilita objetivamente el esfuerzo reflexivo del pensamiento. Juan Cruz apela a este “pensamiento clásico” en constante diálogo con los filósofos de la modernidad, como Fichte, Schelling y Hegel, a los que, por otra parte, ha dedicado amplias investigaciones. El método racional que él utiliza es un “diálogo metafísico” con el constructivismo (a veces matematizante) de la filosofía moderna, intentando volver al sentido original de la experiencia y a la capacidad que la razón tiene de encontrar más allá de sí misma un principio fundamentador. Tampoco encuentra satisfactoria para esta tarea la mera apelación contemporánea a factores irracionales, como el sentimiento o el inconsciente (Vide: Gonzalo Díaz y Díaz, Hombres y documentos de la filosofía española II; voz: CRUZ CRUZ, Juan).

## Producción filosófica
En seis ámbitos especiales ha intentado el “diálogo metafísico” con el aludido constructivismo moderno:
1. La ontología contemporánea, a la que ha dedicado varios libros: Filosofía de la Estructura (2.ª Ed., 1974); Creación, signo y verdad: metafísica de la relación en Tomás de Aquino (2006); Intelecto y razón: Las coordenadas del pensamiento clásico (3.ª ed. 2009). Sobre esa materia ha traducido también el libro de H. Beck: El ser como acto: Continuación especulativa de la dialéctica hegeliana (1966).
2. La historiología moderna, con obras sobre los siguientes temas: el inicio de la filosofía de la historia (Hombre e historia en Vico, 1982), la historicidad (Libertad en el tiempo, 1986), orientación del obrar humano (Sentido del curso histórico 1991), comprensión de lo histórico (Filosofía de la historia, 2002). 
3. La génesis del idealismo alemán. Ha estudiado la crítica postkantiana al idealismo alemán, en un libro dedicado a Jacobi (Existencia y nihilismo. Introducción a la filosofía de Jacobi, 1986). Ha dedicado a Fichte un libro sistemático (Fichte: la subjetividad como manifestación del absoluto, 2003) y dos traducciones de las obras de Fichte (El fundamento de la Doctrina de la Ciencia, 1975; y Doctrina de la Ciencia, 1975). Igualmente se ha interesado por el esfuerzo que Schelling llevó a cabo para sobrepasar el constructivismo racional (filosofía negativa), mediante la insistencia extra-racional en la realidad (filosofía positiva); a este autor ha dedicado una monografía (Ontología de la razón en el último Schelling, 1993); y ha traducido su Introducción a la Filosofía de la Revelación (1998). Tiene dedicado a Hegel un libro (Sentido del curso histórico, 1988). Sobre estos autores ha realizado también la traducción del libro de W. Röd: La filosofía dialéctica moderna (1977).
4. Las tesis fundamentales de la antropología y de la ética. Dentro de sus investigaciones es clara la vocación antropológica de los temas metafísicos tocados: piensa que la historia de la metafísica ha enseñando con creces que los problemas gnoseológicos no pueden resolverse si no van acompañados de una correspondiente meditación antropológica. Y es evidente que cualquiera de las dos cuestiones sólo puede ser tratada debidamente si la una hace referencia a la otra. Bajo esta perspectiva se ha ocupado del tema de la intimidad (El éxtasis de la intimidad, 1999), de la sexualidad (Sexualidad y persona, 1996), de la familia (Metafísica de la familia, 2010); de la inmortalidad (¿Inmortalidad del alma o inmortalidad del hombre?, 2006) y de la ley natural (Fragilidad humana y ley natural: cuestiones disputadas en el Siglo de Oro, 2009).
5. Se ha esforzado en aclarar el sentido del “clasicismo” del Aquinate, estudiando minuciosamente algunos puntos de su pensamiento, realizando también varias traducciones con estudios preliminares; las principales son: Exposición sobre el Libro de las Causas (2000); Comentarios a los libros de Aristóteles "Sobre el sentido y lo sensible" y "Sobre la memoria y la reminiscencia" (2001); Comentario al libro de Aristóteles "Sobre el cielo y el mundo” (2002); Comentario al libro de las Sentencias de Pedro Lombardo I/1 (2002), I/2 (2004), II/1 (2005) II/2 (2007).
6. Admirador del pensamiento teórico y práctico de las Escuelas Españolas del Siglo de Oro, ha realizado traducciones e introducciones a varios textos de excepcional interés. De Juan Sánchez Sedeño: Las segundas intenciones y el universal (2003); La relación (2005). De Juan Poinsot (Juan de Santo Tomás): El signo (2000); Verdad transcendental y verdad formal (2002); Del alma. I. El alma y sus potencias elementales (2005). De Alonso López de Corella, Secretos de Filosofía y Astrología y Medicina y de las cuatro Matemáticas Ciencias (2001). De Antonio Pérez Valiende, Presciencia y posibilidad (2006); Naturaleza y sobrenaturaleza (2006). De Domingo Báñez: Del derecho y la justicia (2008). De Francisco de Araújo: Las leyes (2010). De Fox Morcillo, Comentario al Fedón de Platón: sobre la inmortalidad del alma (2010). De Juan de Salas: La interpretación de la ley (2011). Ha preparado la traducción al alemán de los libros de Domingo de Soto De iustitia et iure.

## Cultura alimentaria
1. En la línea de la cultura alimentaria, además de impartir durante más de veinte años cursos anuales sobre Antropología de la conducta alimentaria en el Instituto de Dietética y Alimentación humana de la Universidad de Navarra, ha publicado varios libros: Alimentación y Cultura (Pamplona, 1991); La cocina mediterránea en el inicio del Renacimiento (1998); Dietética medieval (1997); Razón dietética: gusto, hábito y cultura en la conducta alimentaria (1999); El refrán dietético (1995); Teoría elemental de la gastronomía (2002);
2. Ha colaborado también con varios artículos en publicaciones especializadas.
3. Es Premio Euzkadi de Gastronomía 1994, galardón otorgado por el Gobierno Vasco conjuntamente con la Academia Vasca de Gastronomía.